# Liste flüchtlingsfeindlicher Angriffe in Deutschland 2019
Die Liste flüchtlingsfeindlicher Angriffe in Deutschland 2019 verzeichnet Angriffe und Anschläge auf Geflüchtete und Flüchtlingsunterkünfte in Deutschland im Jahr 2019, bei denen fremdenfeindliche und rassistische Tatmotive nachgewiesen oder wahrscheinlich sind. Laut einer Auskunft der Bundesregierung kam es in den ersten sechs Monaten des Jahres zu 609 verzeichneten Angriffen auf Flüchtlinge (darunter u. a. Beleidigungen, Volksverhetzung, Brandstiftung und gefährliche Körperverletzung). Die unten stehende Liste ist bisher nicht vollständig. Besonders schwere Anschläge mit Verletzten sind rot hinterlegt.
Soweit nicht anders verzeichnet, folgen die Angaben den Chroniken von Mut gegen rechte Gewalt, Pro Asyl und Amadeu Antonio Stiftung. Historische Hintergründe, Gegeninitiativen und weitere Jahreslisten siehe unter Flüchtlingsfeindliche Angriffe in der Bundesrepublik Deutschland.
| Ort                       | Bundes- land | Datum    | Angriffsziel        | Verletzte      | Beschreibung | Tatverdächtige bekannt |
| ------------------------- | ------------ | -------- | ------------------- | -------------- | --- | ---------------------- |
| Stralsund                 | MV           | 13. Jan. | Geflüchtete         | ein Verletzter | Ein Syrer wurde von mehreren Tätern fremdenfeindlich beschimpft, angegriffen und dabei verletzt, er konnte fliehen. Die Polizei sucht drei Männer, macht jedoch aus "ermittlungstaktischen Gründen" keine genaueren Angaben. | Nein                   |
| Mühlhausen                | TH           | 6. Feb.  | Geflüchtete         |                | Ein 18-jähriger Deutscher beschimpfte einen syrischen Flüchtling rassistisch und griff ihn mit einem Klappmesser an, der Asylbewerber konnte den Angriff abwehren und dem 18-Jährigen das Messer abnehmen. | Ja                     |
| Zittau                    | SN           | 7. Feb.  | Geflüchtete         | ein Verletzter | Ein 26-jähriger Deutscher beleidigte einen Asylbewerber rassistisch und schlug ihm eine Glasflasche auf den Hinterkopf, der Iraner erlitt eine Platzwunde und musste ambulant behandelt werden. | Ja                     |
| Berlin-Marzahn            | BE           | 9. Feb.  | Geflüchtete         | zwei Verletzte | Ein Unbekannter beleidigte zwei syrische Mädchen rassistisch und schlug beiden mehrmals mit der Faust ins Gesicht, anschließend flüchtete der Täter. Die beiden Mädchen mussten aufgrund ihrer Verletzungen im Krankenhaus behandelt werden. | Nein                   |
| Leipzig                   | SN           | 2. Mrz.  | Geflüchtete         | ein Verletzter | Eine Gruppe von acht Deutschen beleidigte einen Asylbewerber aus Westafrika in einer Straßenbahn zunächst, anschließend drängten die Männer den 22-Jährigen aus der Bahn und schlugen auf ihn ein. Zufällig anwesende Bereitschaftspolizisten schritten ein. Der verletzte Asylbewerber musste im Krankenhaus behandelt werden. | Ja                     |
| Lübeck                    | SH           | 2. Mrz.  | Geflüchtete         | ein Verletzter | Zwei Unbekannte sprachen einen 27-jährigen Asylbewerber im Drägerpark zunächst an und attackierten ihn dann mit Bierflaschen. Der Syrer wurde an Auge und Schläfe verletzt. | Nein                   |
| Querfurt                  | ST           | 2. Mrz.  | Geflüchtete         | ein Verletzter | Eine Gruppe von fünf bis sechs jungen Deutschen beleidigte einen 21-jährigen Syrer zunächst rassistisch und schlug ihn anschließend. Ein 47-Jähriger, der dazwischen gehen wollte, wurde von den Tätern zurückgestoßen. Er verletzte sich am Fuß. Der 21-Jährige musste nicht behandelt werden. Der Staatsschutz ermittelt. | Nein                   |
| Dresden                   | SN           | 8. Jun.  | Geflüchtete         | ein Verletzter | Ein Unbekannter beleidigte eine 26-jährige Syrerin zunächst rassistisch und islamophob, rempelte sie anschließend an, trat nach ihr und fuhr ihr mit einem Einkaufswagen über den Fuß. Die hinzukommende Begleiterin des unbekannten Mannes beleidigte die 26-Jährige ebenfalls. | Nein                   |
| Jena                      | TH           | 16. Jun. | Geflüchtete         | ein Verletzter | Ein 36-jähriger Deutscher stieß einen Asylbewerber vor einer Bushaltestelle vom Fahrrad und schlug dem Eritreer anschließend mit der Faust ins Gesicht. Die Polizei geht von einer politischen Motivation aus. | Ja                     |
| Penzlin                   | MV           | 18. Jun. | Geflüchtete         | ein Verletzter | Beim Verlassen seines Hauses wurde ein 22-jähriger Asylbewerber von zwei Deutschen angegriffen, beschimpft und mit dem Tode bedroht. Der Asylbewerber aus Mauretanien ignorierte diesen verbalen Angriff zunächst und holte sein Fahrrad, woraufhin einer der Angreifer versuchte, den Geflüchteten zu schlagen, welcher den Angriff abwehren konnte, indem er mit seiner Fahrradschlosskette zuschlug. Anschließend flüchtete der Asylbewerber und verständigte die Polizei. Der 34-jährige Deutsche musste im Krankenhaus behandelt werden. Die Polizei ermittelt wegen Beleidigung, Bedrohung und Volksverhetzung gegen die beiden Deutschen. | Ja                     |
| Sangerhausen              | ST           | 30. Jun. | bewohnte Unterkunft | 18 Verletzte   | Unbekannte Täter setzten ein als Flüchtlingsunterkunft genutztes Mehrfamilienhaus in Brand, 18 Bewohner mussten wegen des Verdachts auf eine Rauchgasvergiftung behandelt werden. Die Polizei ermittelt wegen schwerer Brandstiftung und schließt ein rassistisches Tatmotiv nicht aus. | Nein                   |
| Dahn                      | RP           | 30. Jun. | Geflüchtete         | 2 Verletzte    | Unbekannte Täter griffen zwei Asylbewerber an und verletzten sie leicht. | Nein                   |
| Bremen                    | HB           | 4. Jul.  | Geflüchtete         | 2 Verletzte    | Eine Gruppe von mindestens vier Personen bedrängte und schlug vier Asylbewerber aus Afghanistan. Vier später gestellte Tatverdächtige äußerten sich rassistisch und xenophob. | Ja                     |
| Pirmasens                 | RP           | 6. Jul.  | Geflüchtete         | ein Verletzter | Eine Gruppe von drei Männern griff zwei Asylbewerber aus Äthiopien an. Einem der Opfer schlugen die Täter mehrfach ins Gesicht, zerrissen seine Oberbekleidung und entwendeten gewaltsam eine Kette. Die drei Tatverdächtigen konnten von der Polizei festgenommen werden. Sie sollen bereits wegen politisch motivierten Straftaten bekannt sein. | Ja                     |
| Neumarkt in der Oberpfalz | BY           | 7. Jul.  | bewohnte Unterkunft | ein Verletzter | Unbekannte Täter warfen mehrere Fensterscheiben einer Asylunterkunft ein. Ein 13-jähriger, schlafender Bewohner wurde von einem Stein am Bein getroffen und verletzt. | Nein                   |
| Lübeck                    | SH           | 9. Jul.  | bewohnte Unterkunft | ein Verletzter | Ein im Treppenhaus eines als Asylunterkunft genutzten Mehrfamilienhauses befestigtes Fallschutznetz geriet in Brand. Ein Bewohner wurde bei dem Versuch, den Brand mit einem Feuerlöschgerät zu löschen, verletzt. Die Polizei ermittelt wegen des Verdachts der Brandstiftung. | Nein                   |
| Wächtersbach              | HE           | 22. Jul. | Geflüchteter        | ein Verletzter | Ein 55-jähriger Deutscher gab aus mutmaßlich rassistischen Motiven aus seinem Auto heraus drei Schüsse auf einen 26-jährigen Passanten ab. Der Mann aus Eritrea wurde im Bauch getroffen und musste notoperiert werden. Es wird davon ausgegangen, dass sich Opfer und Täter nicht kannten. Der Täter wurde drei Stunden nach seiner Tat tot in seinem PKW gefunden. Die Polizei geht von einem Selbstmord aus. | Ja                     |
| Oschersleben (Bode)       | ST           | 12. Aug. | Geflüchtete         | 2 Verletzte    | Zwei Asylbewerber aus Afghanistan und Somalia wurden von einer sechs- bis achtköpfigen Gruppe rassistisch beleidigt, geschubst, geschlagen und getreten. Die Polizei ermittelt wegen gefährlicher Körperverletzung. | Nein                   |
| Hamburg                   | HH           | 31. Aug. | Geflüchtete         | 1 Verletzter   | Ein Asylbewerber aus Syrien wurde nach dem Verlassen eines U-Bahnhofs in Billstedt rassistisch beleidigt, getreten und gewürgt. Die von Zeugen gerufene Polizei konnte drei Tatverdächtige in Tatortnähe auffinden. | Ja                     |
| Torgelow                  | MV           | 1. Sep.  | Geflüchtete         | 1 Verletzter   | Zwei Asylbewerber aus Afghanistan und Ägypten wurden von einer vierköpfigen Personengruppe zunächst rassistisch beschimpft und verfolgt. Auf einer Brücke griffen die Täter den 19-jährigen Ägypter an, schlugen auf ihn ein, zerrissen seine Oberbekleidung, entwendeten eine Bauchtasche und warfen diese von der Brücke in einen Fluss. | Nein                   |
| Taunusstein               | HE           | 3. Sep.  | Geflüchtete         | 1 Verletzter   | Ein Mann schoss aus rassistischen Motiven am Zentralen Busbahnhof mehrfach mit Metallkugeln auf Personen. Unter anderem verletzte er einen 25-jährigen Syrer schwer, als er dessen Kopf mit einer Metallkugel traf. Nach einem weiteren Angriff auf zwei Frauen konnte die Polizei aufgrund der Täterbeschreibung einen 54-jährigen Deutschen verhaften und zwei Zwillen sowie mehrere Metalgeschosse sicherstellen. | Ja                     |
| Chemnitz                  | SN           | 15. Sep. | Geflüchtete         | 1 Verletzter   | Ein 31-jähriger, im Rollstuhl sitzender Asylbewerber wurde von einem 22-Jährigen rassistisch beleidigt, geschlagen und geschubst. Der libysche Geflüchtete wurde leicht verletzt. | Nein                   |
| Cottbus                   | BB           | 29. Sep. | Geflüchtete         | 1 Verletzter   | Ein 20-jähriger Asylbewerber aus Syrien wurde von einem 21-jährigen Deutschen rassistisch beleidigt, geschlagen und zu Boden gestoßen. Der Staatsschutz ermittelt. | Ja                     |
| Borken                    | NW           | 11. Okt. | Geflüchtete         | 1 Verletzter   | Ein 17-jähriger Asylbewerber aus Guinea wurde am Abend von einer sechsköpfigen Gruppe Jugendlicher zusammengeschlagen und -getreten. Der Guineer wurde schwer verletzt, der Staatsschutz ermittelt. | Nein                   |
| Bad Aibling               | BY           | 3. Nov.  | Geflüchtete         | 1 Verletzter   | Ein 29-jähriger Deutscher beleidigte eine Gruppe Eritreer. Im Verlaufe der Auseinandersetzung zeigte der Angreifer den Hitlergruß, trat einen 21-jährigen Eritreer und schlug ihm eine Bierflasche gegen den Kopf. Der Eritreer musste im Krankenhaus versorgt werden. | Ja                     |
| Sebnitz                   | SN           | 6. Dez.  | Geflüchtete         | 1 Verletzter   | Ein elfjähriges irakisches Mädchen wurde von zwei Jugendlichen rassistisch beschimpft, an den Haaren gezogen und zu Boden gebracht. Die Polizei ermittelt wegen gefährlicher Körperverletzung. | Ja                     |
| Neunkirchen-Seelscheid    | NW           | 20. Dez. | Geflüchtete         | 1 Verletzter   | Ein 48-Jähriger drang nach einem vorangegangenen verbalen Streit mit einem 33-jährigen Ägypter am Nachmittag abends zusammen mit einem Unbekannten in die Wohnung des Ägypters ein. Die Täter beleidigten den 33-Jährigen rassistisch, schlugen ihn und verletzten ihn mit einem Messer. Der Staatsschutz hat die Ermittlungen übernommen. | Nein                   |
| Halle (Saale)             | ST           | 21. Dez. | Geflüchtete         | 2 Verletzte    | Fünf Männer griffen auf dem Weihnachtsmarkt eine Gruppe Jugendlicher im Alter von 15–17 Jahren, darunter drei Jugendliche aus Syrien, an. Die Täter sollen die Jugendlichen zunächst verfolgt und rassistisch beschimpft und später angegriffen und beraubt haben. Dabei wurden zwei 15-jährige verletzt. Die Polizei ermittelt wegen Volksverhetzung, Körperverletzung, Raub und Widerstand gegen Vollstreckungsbeamte. | Nein                   |